# Fredriksbergsbron, Ronneby
Fredriksbergsbron är en betongbro i Ronneby som förbinder stadsdelen Fredriksberg och Ronneby resecentrum med Soft Center och spänner över Blekinge kustbana. Bron stod klar den 20 december 2006 och är 140 meter lång samt ingår som en del av en större trafikkonstruktion. Bron har en svepande kurvform som framhävs av rödmålade detaljer så som räcken och trapphus.